# Royal Oak (métro de Londres)
Pour les articles homonymes, voir Royal Oak.
Royal Oak est une station des lignes : Circle line et Hammersmith & City line, du métro de Londres, en zone 2. Elle est située au Lord Hills Bridge, à Westbourne Green (en) sur le territoire de la Cité de Westminster.

## Histoire
Elle est mise en service le 10 octobre 1871, lors de la prolongation du Metropolitan Railway, la première ligne du métro.

## À proximité
- Westbourne Green (en)